# Piet Soudijn
Petrus Marie (Piet) Soudijn (Rotterdam, 3 maart 1880 – aldaar, 18 september 1946) was een Nederlandse atleet, die zich had toegelegd op het snelwandelen. Soudijn nam deel aan de Olympische Spelen van 1908 in Londen.

## Loopbaan
Snelwandelen was in Nederland aan het begin van de 20e eeuw populair. Tot de jaren twintig hebben Nederlandse clubs zich hiermee beziggehouden. Nadien was het met de populariteit gedaan. Gewoon wandelen behoorde ook enige tijd tot het domein van de atletiekclubs. Dagmarsen van 50 kilometer of meer waren geen uitzondering.
Piet Soudijn was een van de vijf Nederlanders van de in totaal 21 atleten tellende Nederlandse equipe, die voor de Spelen van 1908 waren ingeschreven voor de verschillende snelwandelonderdelen. Niemand van hen kwam echter verder dan de series. Sterker nog, op een na eindigden alle Nederlanders op hun atletiekonderdeel in hun series op de laatste plaats. Soudijn vormde hierop geen uitzondering; in de eerste serie van de 10 mijl snelwandelen viel hij voortijdig uit.
Piet Soudijn, die in het dagelijkse leven actief was in de automobiel- en motorenbranche, was lange tijd lid van de Rotterdamse atletiekvereniging Pro Patria, in die tijd op snelwandelgebied de toonaangevende vereniging in Nederland. Kort voor de Spelen in Londen was hij echter overgestapt naar de Rotterdamse vereniging D.W.V. (Door Wielrijden Verenigd).
Soudijn komt de eer toe de eerste Nederlander te zijn geweest, die bij het snelwandelen een Nederlandse titel veroverde. In 1898 werd hij kampioen op het tegenwoordig niet meer gangbare onderdeel 5000 m snelwandelen. Hij veroverde ook nationale titels op andere, tegenwoordig niet langer officiële snelwandelnummers, zoals de 3500 m en de 10 km. Tevens vestigde hij op dergelijke nummers diverse nationale records, zoals op de 1000 m, 2000 m, 3000 m, 4000 m, 5000 m, 10 km, 25 km en 1 uur snelwandelen.

## Nederlandse kampioenschappen
| Onderdeel           | Jaar |
| ------------------- | ---- |
| 3500 m snelwandelen | 1908 |
| 5000 m snelwandelen | 1898 |
| 10 km snelwandelen  | 1902 |